# 37-й Вирджинский пехотный полк
37-й Вирджинский добровольческий пехотный полк (37th Virginia Volonteer Infantry Regiment) — пехотный полк, набранный в западных округах штата Вирджиния во время Гражданской войны в США. Он сражался в основном в составе Северовирджинской армии.

## Формирование
Полк был сформирован в округе Вашингтон, Виргиния, в мае 1861 года и был принят в ряды Северовирджинской армии в июне. Роты полка были набраны в округах Вашингтон, Расселл, Скотт и Ли. Первоначально полк имел следующий ротный состав:
- Рота A (Goodson Rifle Guards) — округ Вашингтон
- Рота B (Virginia Mountain Boys) — округ Вашингтон
- Рота C (Captain John F. McElhenny’s Company) — округ Расселл
- Рота D (Davis Rifle Guards) — округ Скотт
- Рота E (Walnut Hill Company) — округ Ли
- Рота F (Glade Spring Rifles) — округ Вашингтон
- Рота G (Captain William J. Kendrick’s Company) — округ Расселл
- Рота H (King’s Mountain Rifles) — округ Вашингтон
- Рота I (New Garden Fearnots) — округ Расселл
- Рота K (Washington Dependents) — округ Вашингтон

28 мая командиром полка был назначен уроженец округа Вашингтон, полковник Самуэль Венс Фалкерсон. Новосформированный полк был переправлен по железной дороге из Абингдона в Ричмонд, где прошёл тренировку в лагере Кэмп-Ли.

## Боевой путь
24 июня 1861 года 37-й Вирджинский был включён в бригаду Роберта Гарнетта и действовал в западной Вирджинии. Полк сильно пострадал за время сражений и в октябре был переведён в Винчестер, в распоряжение генерала Томаса Джексона и стала 3-й бригадой в дивизии Джексона. Здесь полковник Фалкерсон стал командиром всей бригады. Командиром полка стал майор Титус Веспасиан Уильямс, который остался на этой должности до конца войны.
Полк участвовал в кампании в долине Шенандоа, где потерял 113 человек в сражении при Кернстауне, а также 5 убитыми и 36 ранеными в сражении при Макдауэлле.
После завершения кампании бригада Фалкерсона была переведена на Вирджинский полуостров, где участвовала в Семидневной битве. 27 июня 1862 года в сражении при Малверн-Хилл бригада потеряла 2 человек, одним из которых был полковник Фалкерсон. Новым командиром бригады стал генерал Александр Тальяферро.
В ходе Северовирджинской кампании полк участвовал в сражении у Кедровой горы, где потерял 12 человек убитыми и 76 ранеными, а затем во втором сражении при Бул-Ране, где было потеряно 5 человек убитыми и 36 ранеными. При Бул-Ране был ранен командир полка Уильямс, и командование временно принял подполковник Джон Терри. В ходе Мерилендской кампании бригада несколько раз меняла командиров и в начале сражения при Энтитеме ею командовал полковник Джеймс Джексон, который был ранен в ходе боя. Ранен был и подполковник Терри. В ходе сражения бригада стояла во второй линии, левее бригады Старка и была введена в бой после отступления дух передовых бригад. 37-й вирджинский потерял в ходе кампании 12 человек убитыми и 36 ранеными.
Осенью полк числился в дивизии Тальяферро, в бригаде Эдварда Уоррена. Титус Уильямс получил звание полковника и вернулся в строй, и в декабре командовал полком во время сражения при Фредериксберге. Весной 1863 года командование дивизией принял Релей Колстон и в ходе сражения при Чанселорсвилле 37-й вирджинский участвовал во фланговом манёвре генерала Томаса Джексона. В этом бою полк потерял 22 человека убитыми и 101 раненым. Это были самые крупные потери в истории полка, и они были понесены 3 мая, когда полк атаковал федеральные укрепления у шоссе Оранд-Тёнпайк.
….
После Геттисбега полк понёс большие потери от дезертирства и к весне 1864 в строю оставалось всего около 300 человек. Полк ограниченно был задействован в сражении в Глуши, а в ходе последующего сражения при Спотсильвейни занимал печально известные позиции у «Подковы мула». Полк сражался в составе дивизии Эдварда Джонсона, основная часть которой была уничтожена 12 июня. Из 270 человек уцелело всего 70, потеряно было знамя полка. Знамя нёс капитан Вуд из роты D, и оно было захвачено первым лейтенантом Фраунбергом из 20-го индианского полка федеральной армии. В 1907 году знамя было возвращено Вирджинии и сейчас хранится в музее Конфедерации в Ричмонде.